# Welkom in de geschiedenis
Welkom in de geschiedenis is een komische, educatieve tv-serie die gericht is op kinderen in de leeftijd van negen tot en met twaalf jaar.

## Inhoud
In elke aflevering kijken twee gewone mensen (Alex Klaasen en Ellen Pieters) naar de talkshow van de schaamteloze presentatrice Dorine Goudsmit (Plien van Bennekom), die een of meerdere belangrijke personen uit het verleden ontvangt, om het met hen te hebben over de periode waarin zij leefden. Aan de hand van onder meer een kennisquiz en humoristische sketches krijgt de kijker informatie over verschillende gebeurtenissen uit de geschiedenis.

## Seizoenen
De serie bestaat uit de volgende reeksen:
- Welkom in de Gouden Eeuw (2012)
- Welkom bij de Romeinen (2014)
- Welkom in de IJzeren Eeuw (2015)
- Welkom in de jaren 60 (2016)
- Welkom in de 80-jarige Oorlog (2018)
- Welkom in de jaren 20 en 30 (2019)
- Welkom bij 70 jaar KinderTV (2021, eenmalige special)
- Welkom in de Middeleeuwen (2022)
- Welkom in de Prehistorie (2023)
- Welkom bij de Oranjes (2024)
- Welkom in de jaren 70 en 80 (2025)